# Дреншев
Дреншев (пол. Dręszew) — село в Польщі, у гміні Домбрувка Воломінського повіту Мазовецького воєводства.
Населення — 389 осіб (2011).
У 1975-1998 роках село належало до Остроленцького воєводства.

## Демографія
Демографічна структура станом на 31 березня 2011 року:
|          | Загалом | Допрацездатний вік | Працездатний вік | Постпрацездатний вік |
| -------- | ------- | ------------------ | ---------------- | -------------------- |
| Чоловіки | 216     | 56                 | 141              | 19                   |
| Жінки    | 173     | 35                 | 107              | 31                   |
| Разом    | 389     | 91                 | 248              | 50                   |